# Paint Shop Pro
Corel Paint Shop Pro je počítačový program určený pro editaci rastrové a vektorové grafiky běžící na operačních systémech Microsoft Windows.
Program Paint Shop Pro byl vyvinut společností Jasc Software. První verze tohoto programu se jmenovala Paint Shop 1.0 a šlo o jednoduchý konvertor mezi soubory ve formátech BMP, GIF a PCX. Tato první verze byla vydána už v roce 1990. Do verze 4.12 šlo o shareware a je možno jej dodnes sehnat na různých stránkách s volně šiřitelnými programy. Novější verze programu už jsou určené pro komerční distribuci a legálně je možné získat pouze koupí.
Do verze 6.00 šlo o program pro práci s pouze rastrovou grafikou, s verzí 6.00 začal program podporovat i vektorovou grafiku. Dnes je PaintShop Pro lépe vybaven a plně srovnatelný s konkurencí jako je Adobe Photoshop CC.
Mezi produkty Jasc Software patřily programy Paint Shop Pro, Paint Shop Pro Ultimate a Paint Shop Photo Album.
V roce 2004 tuto firmu koupila společnost Corel Corporation, která tento program začlenila do svého portfolia. Z vedení Jasc Software přešlo pod Corel pouze několik členů.